# Rasfrågor i modern belysning
Rasfrågor i modern belysning med särskild hänsyn till det Svenska Folket är en bok utgiven av Herman Lundborg 1919. Boken är ett samlingsverk där förordet och de två avslutande kapitlen skrivits av Lundborg.
Boken innehåller följande kapitel:
1. Svenska folkets tillkomst enligt fornfyndens vittnesbörd av professor Oscar Almgren
2. Det svenska folkets ursprung och rasbeskaffenhet enligt antropologiens vittnesbörd av doktor Gaston Backman
3. Finnar och lappar av Rolf Nordenstreng
4. Om valloner och vallonättlingar i Sverige av pastor Erik Hillerström
5. Judarna i sverige av doktor Hugo Valentin
6. Zigenare och tattare av Arthur Thesleff
7. Ärftlighetsläran i nyare tiders ljus av docent Nils von Hofsten
8. Rashygieniska idéer och strävanden i nutiden av Herman Lundborg
9. Om rasblandningar och släktgiften ur biologisk synpunkt av Herman Lundborg

## Utgåva
- Lundborg Herman, red (1919). Rasfrågor i modern belysning, med särskild hänsyn till det svenska folket: populär handledning. Stockholm. Libris 1310928